# Lindsey Vonn
Lindsey Caroline Vonn (n. Lindsey Caroline Kildow, n. 18 octombrie 1984, Saint Paul, Minnesota, SUA) este una dintre cele mai mari schioare americane în probele de schi alpin. Între anii 2008 - 2009 a câștigat două medalii de aur și două de argint la Campionatul Mondial, înscriindu-și numele pe lista celor mai bune schioare din lume. Disciplina ei favorită este proba de coborâre, unde a câștigat medalii la patru discipline din cele cinci existente. Presa cotidiană o considera cea mai frumoasă atletă de la Jocurile Olimpice de iarnă de la Vancouver (2010).

## Bilanț general
| Probă                         | Aur                           | Argint                        | Bronz                         |
| Coborâre                      | 17                            | 7                             | 5                             |
| Slalom super-uriaș            | 9                             | 6                             | 3                             |
| Slalom                        | 2                             | 2                             | 1                             |
| Combinată alpină              | 3                             | 2                             | 3                             |
| ultima actualizare 17.02.2010 | ultima actualizare 17.02.2010 | ultima actualizare 17.02.2010 | ultima actualizare 17.02.2010 |
| ----------------------------- | ----------------------------- | ----------------------------- | ----------------------------- |